# Боровиковський Лука Іванович
Лука Іванович Боровико́вський (Боровик) (нар. 1720 — пом. 26 квітня 1775) — український живописець. Батько і вчитель живописця Володимира Боровиковського, а також іконописців Василя, Івана і Петра.

## Творчість
Писав ікони для церков поблизу Миргорода. Виконав портрет Данила Туптала, що згодом став митрополитом Дмитрієм Ростовським (знаходиться в родині Боровиковських). 
Існує думка, що ікона «Благовіщення» з підписом «Лукиян Боровик», яка зберігається у Миргородському музеї, виконана Боровиковським.
Грав на гуслях. Автор рукопису «Ноти церковних пісень» (не зберігся). 